# 7037 Davidlean
7037 Davidlean eller 1995 BK3 är en asteroid i huvudbältet som upptäcktes den 29 januari 1995 av de båda japanska astronomerna Takeshi Urata och Yoshisada Shimizu vid Nachi-Katsuura-observatoriet. Den är uppkallad efter regissören David Lean.
Asteroiden har en diameter på ungefär 16 kilometer.